# Antònia March Serra
Sor Antonia March Serra (Manlleu, Osona, 26 de gener del 1927 - Olesa de Montserrat, Baix Llobregat, 7 de desembre del 2018) fou una monja de la Congregació de les Filles de la Caritat al Convent de Sant Vicenç de Paül d'Olesa de Montserrat.
Va cursar el noviciat el 1957 i va ser destinada a Olesa un any més tard. Morí en aquesta població després de 61 anys de servei en aquesta localitat.